# Toxicodendron vernix
Sumac à vernis
Espèce
Synonymes
- Rhus vernix L.[2]

Toxicodendron vernix, communément appelé Sumac à vernis, est une espèce d'arbustes de la famille des Anacardiaceae qui peut atteindre 9 m de hauteur. Cette plante est également connue sous le nom anglais de Thunderwood, en particulier là où elle se trouve dans le Sud des États-Unis. Toutes les parties de la plante contiennent une résine appelée urushiol qui provoque une irritation de la peau et des muqueuses chez l'Homme. Lorsque la plante est brûlée, l'inhalation de la fumée peut provoquer l'apparition d'une éruption cutanée sur la muqueuse des poumons, provoquant une douleur extrême et éventuellement des difficultés respiratoires mortelles.

## Habitat et distribution
Le Sumac à vernis pousse dans l'Est des États-Unis et l'extrême Sud-Est du Canada et exclusivement dans les sols humides et argileux, généralement dans les marécages et les tourbières.

## Description
Le Sumac à vernis est un arbuste ou un petit arbre pouvant atteindre près de 9 m de hauteur. Chaque feuille pennée présente 7 à 13 folioles, chacune d'une longueur de 5 à 10 cm. Ceux-ci sont ovales à oblongs ; acuminés (s'effilant en une pointe acérée) ; cunéiformes (en forme de coin) à la base ; onduleux (à bords ondulés) ; avec un dessous glabre (sans poil) ou légèrement pubescent (poil duveteux) dessous. Les tiges le long des folioles sont rouges et les feuilles peuvent avoir une teinte rougeâtre, en particulier au sommet de la plante. La nouvelle écorce d'un sumac à vernis est gris clair et, à mesure que l'écorce vieillit, elle devient plus foncée.
Ses fleurs sont verdâtres et poussent en panicules axillaires lâches (grappes) de 8 à 20 cm de long.
Les fruits du Sumac à vernis, pas tout à fait sphériques, sont d'un blanc crème et sont réunis en grappe. En règle générale, ils mesurent environ 4 à 5 mm. Ils sont mangés par les oiseaux.
Ses fruits et ses feuilles contiennent de l'urushiol, une huile qui provoque une éruption cutanée allergique au contact de la peau. Ils ne sont cependant pas toxiques pour les oiseaux ou d'autres animaux et sont consommés par eux lorsque les autres aliments sont rares, surtout en hiver. 

## Réaction allergique
Cette espèce est la plus toxique du genre Toxicodendron.